# کارل هافمن (بازیکن فوتبال)
کارل هافمن (انگلیسی: Karl Hoffmann; ۱۰ اکتبر ۱۹۳۵ – ۱۶ مارس ۲۰۲۰) بازیکن فوتبال اهل آلمان بود.
از باشگاه‌هایی که در آن بازی کرده‌است می‌توان به باشگاه فوتبال فورتونا دوسلدورف اشاره کرد.
وی همچنین در تیم ملی فوتبال زیر ۲۳ سال آلمان بازی کرده‌است.